# Cutting Crew
A Cutting Crew angol pop-rock/újhullámos (new wave) együttes. 1985-ben alakultak Londonban. Nick Van Eede alapította a zenekart, amikor még tinédzser korú volt. Van Eede egy The Drivers nevű zenekarban játszott. A Drivers kanadai turnéja során elő-zenekaruk egy Fast Forward nevű együttes volt, amelyben Kevin Macmichael gitáros játszott. Van Eede-et lenyűgözte Macmichael gitár tudása, és megkérte arra, hogy alapítsanak egy saját együttest. A Drivers 1983-ban feloszlott, Van Eede és Macmichael 1985-ben áthelyezték székhelyüket Londonba. Eleinte csak demókat adtak ki, majd 1986-ban Colin Farley basszusgitáros és Martin Beedle dobos csatlakozott hozzájuk. Első albumuk ugyanebben az évben jelent meg. Legismertebb daluk az "(I Just) Died in Your Arms", amely a Grand Theft Auto: Vice City videojátékban, illetve a Stranger Things sorozatban is hallható.

## Tagok
1985–1993	
- Nick Van Eede - ének, ritmusgitár, billentyűk
- Kevin Macmichael - gitár
- Colin Farley - basszusgitár
- Martin "Frosty" Beedle - dob

2005–2008	
- Nick Van Eede - ének, ritmusgitár, billentyűk
- Gareth Moulton - gitár
- Sam Flynn - billentyűk
- Dominic Finley - basszusgitár
- Tom Arnold - dob

2013–
- Nick Van Eede - ének, ritmusgitár, billentyűk
- Gareth Moulton - gitár
- Joolz Dunkley - gitár, billentyűk
- Jono Harrison - billentyűk
- Tom Arnold - dob
- Martyn Barker - dob
- Nick Kay - basszusgitár
- Mak Norman - basszusgitár
- Gary Barnacle - szaxofon
- TJ Davis/Angela Brooks - vokál

## Diszkográfia
- Broadcast (1986)
- The Scattering (1989)
- Corpus Mentus (1992)
- Grinning Souls (2005)
- Add to Favourites (2015)